# Georg August Baumgärtner
Georg August Baumgärtner, Pseudonyme: Georg Agi und August Georges, (* 30. August 1869 in Biberach, Königreich Württemberg; † 8. Mai 1936 in München) war ein deutscher Redakteur und Schriftsteller.

## Leben
Georg August Baumgärtner war der Sohn des Rentners August Baumgärtner und dessen Ehefrau Therese geborene Rupp. Nach dem Besuch des Gymnasiums war er einige Zeit Hörer an der Universität. Im Anschluss wurde Georg August Baumgärtner wissenschaftlicher Korrektor der deutschen Verlagsgesellschaft Union in Stuttgart. Er schrieb auch für die wissenschaftliche Beilage der Allgemeine Zeitung in München und war Mitarbeiter verschiedener anderer Zeitschriften. Er schrieb unter anderem über Kunstgewerbe, Architektur und für belletristische Zeitschriften. Von 1902 bis 1920 war Baumgärtner Redakteur in München beim Nachrichten- und Generalanzeiger. Im Anschluss unternahm er eine Weltreise zu Studienzwecken. Kurz vor seinem Tod hatte er sich der Herausgabe der Festschrift 1910–1935. 25 Jahre Gartenstadt Harlaching gewidmet.
Baumgärtner gehörte unter anderem der Theatergemeinschaft deutscher Bühnen in München und mehreren geselligen Vereinigungen in der Stadt an. Er lebte in München-Harlaching, Isenschmidstraße 6.

## Familie
Georg August Baumgärtner war verheiratet mit Anna geborene Körner. Aus der gemeinsamen Ehe gingen zwei Kinder hervor, darunter Franz Josef (* 1911).

## Schriften (Auswahl)
- Ein moderner Zeitungsbau, 1906.
- Zehn Jahre Münchner Hilfstätigkeit 1914–1924, Denkschrift in 2 Teilen, München: Knorr & Hirth, 1924.
- Denkschrift zum Wieder-Aufbau des Münchner Tierparks Hellabrunn, hrsg. für Aufklärung und Werbung vom Tierpark-Ausschuß im Hilfsbund der Münchener Einwohnerschaft, München: Hamböck, 1927.
- 1910–1935. 25 Jahre Gartenstadt Harlaching. Gedenkblätter der Freien Vereinigung Harlaching-Menterschwaige-Isarhöhe (= Beiträge zur Münchner Siedlungs-Geschichte), München: Buchdruckerei und Verlagsanstalt Gerber Harlaching, Ulmenstr, Eugen Pohl, 1935.